# Poppenbüll
Poppenbüll es un municipio situado en el distrito de Frisia Septentrional, en el Estado federado de Schleswig-Holstein (Alemania). Tiene una población estimada, a fines de 2020, de 229 habitantes.
Está ubicado al noroeste del Estado, en la península de Eiderstedt, cerca de la costa del mar del Norte y de la frontera con Dinamarca.